# Diócesis suburbicaria de Velletri-Segni
La diócesis suburbicaria de Velletri-Segni, sede suburbicaria de Velletri-Segni o diócesis de Velletri-Segni (en latín: Dioecesis Veliterna-Signina y en italiano: Diocesi suburbicaria di Velletri-Segni) es una circunscripción eclesiástica de la Iglesia católica en Italia. Se trata de una sede suburbicaria latina, sufragánea de la diócesis de Roma. Desde el 7 de mayo de 2022 su obispo es Stefano Russo y su título cardenalicio pertenece al cardenal Francis Arinze.

## Territorio y organización

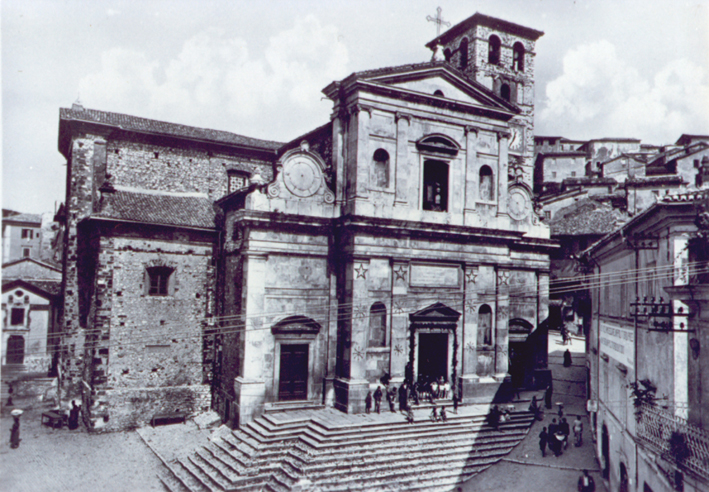
Concatedral de Santa María Asunta, en Segni

La diócesis tiene 397 km² y extiende su jurisdicción sobre los fieles católicos de rito latino residentes en parte de la región del Lacio, comprendiendo las comunas de: Velletri, Segni, Artena, Colleferro, Gavignano, Lariano, Montelanico y Valmontone. Además, pertenece a la sede suburbicaria la fracción de Landi de la comuna de Genzano, cuya parroquia (Santissimo Nome di Maria) extiende su jurisdicción sobre una porción de la comuna de Lanuvio.
La sede de la diócesis se encuentra en la ciudad de Velletri, en donde se halla la Catedral de San Clemente. En Segni se halla la Concatedral de Santa María Asunta.
En 2022 en la diócesis existían 27 parroquias:
- Artena: Santa Croce, Santa Maria di Gesù e Santo Stefano Protomartire;
- Colleferro: Maria Santissima Immacolata, Santa Barbara, San Bruno, San Gioacchino;
- Gavignano: Santa Maria Assunta;
- Genzano di Roma: Santissimo Nome di Maria;
- Lariano: Santa Maria Intemerata;
- Montelanico: San Pietro Apostolo;
- Segni: Santa Maria Assunta (concattedrale), Santa Maria degli Angeli;
- Valmontone: Santa Maria Maggiore, Sant'Anna, San Sebastiano Martire;
- Velletri: Santissimo Salvatore, San Clemente I (catedral), Madonna del Rosario, Resurrezione, Regina Pacis, San Giovanni Battista, Santa Lucia, Santa Maria del Carmine, Santa Maria in Trivio, San Martino Vescovo, San Michele Arcangelo, San Paolo Apostolo.

## Historia
La diócesis actual nació en 1986 de la unión de dos antiguos obispados, Velletri y Segni, ambos atestiguados a partir del siglo V.

### Velletri
Los orígenes de la diócesis de Velletri son muy antiguos. Según la tradición, el papa Clemente I, propietario de la catedral, fue obispo de Velletri en el siglo I. Adeodato es el primer obispo del que hay cierta mención, habiendo participado en el concilio romano convocado por el papa Hilario en el año 465.
El siguiente obispo conocido es Bonifacio (o Celio Bonifacio), que vivió a finales del siglo V; en una carta que le dirigió el papa Gelasio I se hace mención por primera vez de la ecclesia sancti Clementis, sede episcopal de la diócesis. Su sucesor inmediato fue el obispo Silvinus, quien participó en los concilios del papa Símaco de 501 y 502. A finales del siglo VI, el papa Gregorio I ordenó al obispo Giovanni que transfiriera temporalmente su sede al sitio qui appellatur arenata ad sanctum Andream Apostolum para escapar de las incursiones de los lombardos; el mismo obispo participó en el concilio del 595 convocado por el mismo pontífice.
Los otros obispos de Velletri del primer milenio son conocidos por su participación en los concilios celebrados por los papas en Roma. Entre ellos destacó en particular Gauderico, quien, «junto a algunos otros personajes, como Anastasio el Bibliotecario, el diácono Giovanni Immonides y, en una posición menos fácilmente definible, Zaccaria, obispo de Anagni y el propio Formoso, obispo de Porto, quienes debieron ser casi todos sus pares, se erigió como una de las principales figuras del mundo romano de la segunda mitad del siglo IX, expresando, como este último, una actividad político-diplomática que se desarrolla paralelamente a un compromiso, a diversos niveles, en el campo cultural y literario".
En la segunda mitad del siglo IX, la antigua sede de Tre Taverne se incorporó a Velletri, que ya había sido unida por primera vez por el papa Gregorio I en el año 592. Hacia finales del siglo X, la pequeña diócesis de Norma también se unió a Velletri: sólo se conoce el nombre de un obispo de esta sede, Giovanni, documentado en los concilios de 963, 964 y 967/968.
A partir de mediados del siglo XI, con san Pedro Damián, los cardenales obispos de Ostia también tuvieron el título de obispos de Velletri. Esta unión de facto fue oficializada por el papa Eugenio III en 1150.
«El título de episcopus Ostiensis et Veliternus no indicaba, sin embargo, igual peso jurisdiccional: de hecho, mientras que por un lado Ostia ya no tenía capítulo ni canónigos, por otro la importancia de Velletri crecía más. El arcipreste de Velletri tenía derecho a intervenir en la consagración del papa si el cardenal obispo no estaba disponible; el vicario capitular ejercía la jurisdicción ordinaria en Ostia. Los propios obispos siempre consideraron a Velletri como su sede principal: allí desempeñaban sus funciones principales, allí se encontraba el tribunal, allí celebraban los sínodos».
Entre los obispos de las sedes unidas estuvieron: el beato Odón I de Lagery (1078-1088), el primer obispo que se convirtió en papa con el nombre de Urbano II; el beato latino Latino Malabranca (1278-1294), gran estadista y diplomático; Nicolás de Prato (1303-1321), conocido como el pacificador de Toscana; y numerosos cardenales-obispos que luego se convirtieron en papas. En 1181 tuvo lugar en Velletri el cónclave que llevó al trono papal al obispo veliterno, Ubaldo Allucingoli, que tomó el nombre de Lucio III.
Durante el cautiverio de Aviñón, todos los obispos de Ostia y Velletri eran franceses, residentes en Aviñón o sirviendo como legados; el más famoso de ellos fue Pierre d'Estaing (1373-1377), quien convenció al papa Urbano V para que regresara a Roma. Durante el Cisma de Occidente, cada uno de los papas rivales nombró a su propio obispo. Entre los obispos legítimos se pueden mencionar Guillaume d'Estouteville (1461-1483) y Giuliano della Rovere (1483-1503, futuro papa Julio II), que se comprometieron en la reconstrucción de Ostia.
Debido a las continuas ausencias de los cardenales-obispos, a partir del cardenalato de Francesco Pisani (1564-1570) la sede de Velletri tuvo su propio obispo sufragáneo para el gobierno pastoral de la diócesis. El posterior cardenal Giovanni Gerolamo Morone fundó el seminario veliterno y celebró el primer sínodo diocesano en 1573 para la implementación de los decretos de reforma del Concilio de Trento.
El 5 de mayo de 1914, mediante el motu proprio Edita a nobis, el papa Pío X separó las sedes de Ostia y de Velletri.
En 1950 la Congregación Consistorial mediante el decreto In agro Pontino estableció que las fronteras entre las comunas de Latina y Sabaudia fueran también las de las diócesis de Velletri y Terracina, Sezze y Priverno; esto condujo a un intercambio de territorios entre las diócesis involucradas. En 1967 se produjo una drástica reducción del territorio de la diócesis de Velletri, cuando, con el decreto Quo aptius de la Congregación Consistorial del 12 de septiembre de 1967, la diócesis veliterna perdió todos los territorios de la provincia de Latina en favor de la diócesis de Terracina, que a la vez tomó el nombre de Terracina-Latina. Los municipios de Latina, Cisterna di Latina, Cori, Norma y Rocca Massima fueron así cedidos. De la diócesis veliterna quedaban un puñado de parroquias en la comuna de Velletri, en Lariano, que en ese momento todavía era una fracción de Velletri, y en el territorio de Landi, una fracción de Genzano di Roma.
Velletri ha dado a la Iglesia universal 14 pontífices entre ellos Benedicto XVI, que cedió el título de Velletri-Segni al cardenal Francisco Arinze.
En el momento de la unión con Segni, la diócesis de Velletri incluía 13 parroquias en las comunas de Genzano di Roma (fracción de Landi), Lariano y Velletri (11).

### Segni
Los orígenes de la diócesis de Segni son inciertos, documentados sólo a partir de finales del siglo V con el obispo Santolo, que participó en el concilio romano convocado por el papa Símaco en marzo de 499 y que probablemente también estuvo entre los padres del concilio celebrado por el papa Gelasio I en 495.
Son pocos los obispos que figuran en la cronología episcopal del primer milenio cristiano, conocidos sobre todo por su presencia en los concilios convocados por los pontífices: Justo (501 y 502), Albino (649), Gaudioso (679 y 680), Juan I (721 y 743), Giordano (761 y 769), Adriano (826), Boniperto (853) y Juan II (861 y 869). Según el Liber Pontificalis, el papa Vitaliano, que gobernó la Iglesia de Roma del 657 al 672, era originario de Segni.
Entre los obispos que dieron mayor prestigio a la sede de Segni se encontraba san Bruno (1079-1123), recordado el 18 de julio en el martirologio romano como obispo y confesor; canciller y bibliotecario de la Santa Sede, destacó por su gran competencia teológica y por sus numerosos escritos.
En 1182 el papa Lucio III, como ya había hecho su predecesor Alejandro III, confirmó al obispo Pietro la inmediata sujeción de su Iglesia a la Santa Sede y de todas las posesiones que dependían de su jurisdicción espiritual, que se mencionan expresamente en la bula Et ordo rationis expostulado del 2 de diciembre; formaban parte de la diócesis, «más allá de la ciudad de Segni, varios castillos, algunos de los cuales decayeron y terminaron en ruinas (Collemezzo, Sacco y Piombinara) y otros se desarrollaron más tarde en las comunas de Colleferro, Valmontone, Artena (antes Montefortino), Gavignano y Montelanico".
Entre los siglos XII y XIII Segni vivió su momento de mayor esplendor. El papa Eugenio III (1145-1153) hizo construir su palacio de verano en Segni; Alejandro III vivió allí durante un cierto período y en 1173 canonizó solemnemente a santo Tomás Becket, arzobispo de Canterbury, en la catedral; en 1183 en Segni el papa Lucio III canonizó al santo obispo Bruno; tres años más tarde, el mismo papa estuvo nuevamente en Segni para consagrar la nueva catedral. Finalmente, Gavignano, territorio de la diócesis, fue la ciudad natal de Inocencio III, papa de 1198 a 1216.
En el siglo XVII, tras los daños causados por el saqueo de Segni en 1557, la antigua catedral románica fue reconstruida en estilo barroco. Las obras, iniciadas en tiempos del obispo Ludovico degli Atti (1625-1631), finalizaron en 1657. El nuevo edificio fue consagrado por el obispo Francesco Maria Giannotti el 23 de abril de 1684.
De 1708 a 1726 la diócesis estuvo gobernada por el benedictino Philip Michael Ellis, un noble inglés y capellán del último rey católico Jacobo II de Inglaterra. Inició una serie de reformas para la implementación de los decretos del Concilio de Trento; convocó un sínodo, el único del que se conservan documentos impresos, realizó varias visitas pastorales a la diócesis y fundó el seminario diocesano en el interior del palacio, construido en el siglo XII como palacio apostólico y más tarde convertido en residencia episcopal. Hoy en día este palacio alberga el archivo histórico de Inocencio III, en el que se han reunido los documentos procedentes de los archivos de la cancillería episcopal de Segni, del cabildo catedralicio, del seminario y de algunas parroquias.
Durante el siglo XX algunos cardenales nativos de la diócesis se distinguieron por su servicio en la Iglesia: «Pericle Felici (1911-1982), secretario general del concilio ecuménico Vaticano II; Vincenzo Fagiolo (1918-2000), arzobispo emérito de Chieti-Vasto, presidente de la Comisión Pontificia para la interpretación auténtica del Código de Derecho Canónico; Angelo Felici (1919-2007), nuncio apostólico en París, más tarde prefecto de la Congregación para las Causas de los Santos.»
En el momento de la unión con Velletri, la diócesis de Segni comprendía 14 parroquias en las comunas de Segni (2), Artena (3), Colleferro (4), Gavignano, Montelanico y Valmontone (3).

### Velletri-Segni
Con la reforma de las sedes suburbicarias decidida por el papa Juan XXIII en 1962 con el motu proprio Suburbicariis sedibus, los cardenales de Velletri quedaron sólo con el título de sede suburbicaria, mientras que el gobierno pastoral de la diócesis fue confiado a un obispo residencial pleno iure. Esta disposición entró en vigor tras la muerte del cardenal Clemente Micara (1965): sin embargo hasta 1975 Velletri, debido a la estrechez de su territorio, sólo contó con administradores apostólicos.
Recién el 10 de julio de 1975 fue nombrado un nuevo obispo de Velletri en la persona de Dante Bernini, que también fue nombrado simultáneamente obispo de Segni, uniendo así las dos sedes in persona episcopi, preludio de la unión aeque principaliter establecida el 20 de octubre de 1981 con la bula In illius patris del papa Juan Pablo II. Finalmente, el 30 de septiembre de 1986, con el decreto Instantibus votis de la Congregación para los Obispos, la unión quedó plena y la nueva circunscripción eclesiástica surgida de la unión tomó su nombre actual.
Desde el 12 de septiembre de 2023 está unida in persona episcopi a la diócesis suburbicaria de Frascati. 

## Estadísticas
Según el Anuario Pontificio 2023 la diócesis tenía a fines de 2022 un total de 127 245 fieles bautizados.
| Año                                                                             | Población            | Población | Población      | Sacerdotes | Sacerdotes    | Sacerdotes    | Bautizados por sacerdote | Diáconos permanentes | Religiosos | Religiosos | Parroquias |
| Año                                                                             | Bautizados católicos | Total     | % de católicos | Total      | Clero secular | Clero regular | Bautizados por sacerdote | Diáconos permanentes | Varones    | Mujeres    | Parroquias |
| ------------------------------------------------------------------------------- | -------------------- | --------- | -------------- | ---------- | ------------- | ------------- | ------------------------ | -------------------- | ---------- | ---------- | ---------- |
| Sede suburbicaria de Velletri                                                   |                      |           |                |            |               |               |                          |                      |            |            |            |
| 1949                                                                            | 86 000               | 87 000    | 98.9           | 63         | 45            | 18            | 1365                     |                      | 23         | 24         | 27         |
| 1970                                                                            | 52 700               | 53 000    | 99.4           | 51         | 24            | 27            | 1033                     |                      | 56         | 107        | 7          |
| 1980                                                                            | 55 000               | 56 200    | 97.9           | 51         | 24            | 27            | 1078                     |                      | 52         | 102        | 9          |
| Diócesis de Segni                                                               |                      |           |                |            |               |               |                          |                      |            |            |            |
| 1950                                                                            | 35 500               | 36 000    | 98.6           | 53         | 40            | 13            | 669                      |                      | 16         | 74         | 14         |
| 1970                                                                            | 47 000               | 47 588    | 98.8           | 44         | 24            | 20            | 1068                     |                      | 23         | 136        | 19         |
| 1978                                                                            | 50 035               | 50 170    | 99.7           | 37         | 21            | 16            | 1352                     |                      | 18         | 101        | 16         |
| Sede suburbicaria de Velletri-Segni                                             |                      |           |                |            |               |               |                          |                      |            |            |            |
| 1990                                                                            | 104 000              | 105 000   | 99.0           | 71         | 46            | 25            | 1464                     | 4                    | 46         | 198        | 27         |
| 1999                                                                            | 117 300              | 118 200   | 99.2           | 83         | 53            | 30            | 1413                     | 9                    | 40         | 120        | 27         |
| 2000                                                                            | 119 100              | 120 170   | 99.1           | 80         | 47            | 33            | 1488                     | 10                   | 45         | 122        | 27         |
| 2001                                                                            | 118 000              | 120 894   | 97.6           | 81         | 51            | 30            | 1456                     | 11                   | 47         | 238        | 27         |
| 2002                                                                            | 118 000              | 121 674   | 97.0           | 116        | 82            | 34            | 1017                     | 11                   | 54         | 225        | 27         |
| 2003                                                                            | 115 800              | 118 500   | 97.7           | 85         | 57            | 28            | 1362                     | 11                   | 39         | 218        | 27         |
| 2004                                                                            | 119 690              | 122 690   | 97.6           | 96         | 66            | 30            | 1246                     | 12                   | 44         | 226        | 27         |
| 2010                                                                            | 127 600              | 135 500   | 94.2           | 79         | 39            | 40            | 1615                     | 11                   | 47         | 165        | 27         |
| 2014                                                                            | 124 300              | 134 300   | 92.6           | 55         | 39            | 16            | 2260                     | 12                   | 23         | 99         | 27         |
| 2017                                                                            | 127 000              | 136 062   | 93.3           | 59         | 43            | 16            | 2152                     | 15                   | 19         | 85         | 27         |
| 2020                                                                            | 126 992              | 135 592   | 93.7           | 60         | 38            | 22            | 2116                     | 18                   | 22         | 67         | 27         |
| 2022                                                                            | 127 245              | 136 120   | 93.5           | 52         | 35            | 17            | 2447                     | 18                   | 20         | 72         | 27         |
| Fuente: Catholic-Hierarchy, que a su vez toma los datos del Anuario Pontificio. |                      |           |                |            |               |               |                          |                      |            |            |            |

### Para la sede de Velletri
- (en italiano) Francesco Lanzoni, Le diocesi d'Italia dalle origini al principio del secolo VII (an. 604), vol. I, Faenza, 1927, pp. 145-147
- (en italiano) Giuseppe Cappelletti, Le chiese d'Italia dalla loro origine sino ai nostri giorni, Venecia, 1844, vol. I, pp. 454-487
- (en inglés) Cronología de los cardenales en los sitios di Gcatholic y de Catholic Hierarchy
- (en inglés) Cronología de los cardenales en el sitio cardinals.fiu.edu
- (en latín) Pius Bonifacius Gams, Series episcoporum Ecclesiae Catholicae, Graz, 1957, pp. V-VII
- (en latín) Konrad Eubel, Hierarchia Catholica Medii Aevi, vol. 1, pp. 35-36; vol. 2, p. 60; vol. 3, p. 56; vol. 4, pp. 36-37; vol. 5, pp. 40-41; vol. 6, pp. 39-40

### Para la sede de Segni
- (en inglés) La diócesis de Segni en Catholic Hierarchy
- (en inglés) La diócesis de Segni en Gcatholic
- (en italiano) Francesco Lanzoni, Le diocesi d'Italia dalle origini al principio del secolo VII (an. 604), vol. I, Faenza, 1927, pp. 165-166
- (en italiano) Giuseppe Cappelletti, Le Chiese d'Italia dalla loro origine sino ai nostri giorni, vol. VI, Venecia, 1847, pp. 615-640
- (en latín) Pius Bonifacius Gams, Series episcoporum Ecclesiae Catholicae, Graz, 1957, pp. 725-726
- (en latín) Konrad Eubel, Hierarchia Catholica Medii Aevi, vol. 1, p. 451; vol. 2, p. 237; vol. 3, p. 300; vol. 4, p. 315; vol. 5, p. 357; vol. 6, p. 380